# Mord im Dom
Mord im Dom, englischer Originaltitel Murder in the Cathedral, ist ein 1935 uraufgeführtes Versdrama von T. S. Eliot. Es hat die letzten Tage des Erzbischofs von Canterbury Thomas Becket vom 2. Dezember 1170 bis zu seiner Ermordung durch Ritter Heinrichs II. von England am 29. Dezember 1170 zum Thema.
Das Stück wurde 1935 beim Canterbury Festival unter der Regie von E. Martin Browne mit Robert Speaight in der Rolle des Becket uraufgeführt  und 1951 von George Hoellering verfilmt. Zur deutschsprachigen Erstaufführung – Übersetzung von Rudolf Alexander Schröder – kam es am 20. Januar 1939 in Basel. Die Erstaufführung in Deutschland fand am 18. Oktober 1947 gleichzeitig an den Städtischen Bühnen Köln unter der Regie von Karl Pempelfort und am Stadttheater Göttingen unter der Regie von Hans Dietrich Keuter statt.

## Handlung
Die Einwohner von Canterbury erwarten an einem Dezembertag des Jahres 1170 die Rückkehr ihres Erzbischofs Thomas Becket aus der sieben Jahre währenden Verbannung in Frankreich, wohin ihn König Heinrich II. geschickt hatte. Einst, als Becket noch Kanzler war, waren die beiden Freunde und Verbündete gegen den Papst. Doch änderte sich Beckets Verhalten mit seiner Ernennung zum Erzbischof, die vom König als geschickter Schachzug gedacht war: Von dem Ernst und der Verantwortung seines hohen Amtes durchdrungen, stellte Becket sich gegen die Einmischung des Königs in kirchliche Angelegenheiten und zog so dessen Zorn auf sich. Der Chor der Frauen von Canterbury, die nun der Rückkehr des Bischofs entgegen sehen, traut dem Frieden nicht, und auch Becket weiß, dass Gefahren auf ihn lauern. An diesem entscheidenden Punkt in seinem Leben gaukeln ihm „vier Versucher“ eine Reihe von Versuchungen vor, von denen die ersten drei den Versuchungen Christi (Mt 4, 1-11) nachgebildet sind, während die vierte – für Thomas Becket am verlockendsten – darin besteht, aus Ruhmsucht das Schicksal des Märtyrers anzustreben. Über diese sagt Becket:
The last temptation is the greatest treason,
To do the right deed for the wrong reason.
(Die letzte Versuchung ist der größte Verrat,
aus falschem Grund zu tun die rechte Tat.)
Doch Becket kann sich von diesen Einflüsterungen freimachen und am 2. Weihnachtstag, dem Fest des ersten Märtyrers, des heiligen Stephanus, in seinem Dom predigen. Er weist jede Blutzeugenschaft für Christus, die aus dem eigenen Willen aufsteigt, von sich. Die Gloriole des Martyriums könne nur Gott verleihen, nie der Mensch sich selbst. Am 29. Dezember erscheinen vier Ritter, Abgesandte des Königs, beschuldigen Becket des Verrats und der Verschwörung und fordern ihn auf, sich vor dem König zu verantworten. Becket will seine Sache aber nur vor den Papst bringen. Die Priester schließen sich voll Angst mit ihrem Erzbischof in der Kathedrale ein, doch Becket lässt die Türen wieder öffnen, da das Gotteshaus jedermann zugänglich sein muss. Die vier Ritter dringen nun ein und erschlagen den Erzbischof. Darauf wandelt sich die Szene zu einem modernen Tribunal mit dem Publikum als Richter, vor dem die Ritter ihre Untat mit der Staatsräson rechtfertigen. Mit einer Totenklage und einem Lobgesang auf den heiligen Blutzeugen Thomas schließt das Drama.

## Interpretation
Wie Hortmann in seiner Deutung ausführt, wirkt das Stück „durch seinen frappierenden Charakter als ritualistisches Weihespiel. Seine überzeitliche Thematik transzendiert das Geschichtliche“ und lädt ein „zu einer Art Mysterienspiel“.
T.S. Eliot, der stark von der hochkirchlichen Richtung des Anglikanismus geprägt ist, schrieb das Stück auf Anregung von Bischof George Bell, um die Menschen, die in faschistisch regierten Ländern lebten, dazu aufzurufen, die christliche Kirche gegen den Missbrauch durch Faschisten und Nationalsozialisten zu verteidigen.

## Adaptionen
Die auf dem Drama basierende Oper Assassinio nella cattedrale von Ildebrando Pizzetti wurde am 1. März 1958 am Teatro alla Scala uraufgeführt.
Hans Lietzau drehte 1962 eine Fernsehadaption für den Bayerischen Rundfunk, die am Karfreitag 1962 ausgestrahlt wurde. Die Hauptrolle spielte Gerd Brüdern; in weiteren Rollen waren Wolfgang Kieling, Pinkas Braun, Romuald Pekny, Peter Eschberg, Alexander Golling, Edith Schultze-Westrum, Eva Bubat und Benno Sterzenbach zu sehen.
Hörspiele:
- 1949: Mord im Dom – Produktion: BBC Deutscher Dienst; Regie: Hans Buxbaum
  - Sprecher u. a.: Herbert Lom (Thomas Becket), Fritz Falk (Versucher), Eric Pohlmann (Versucher), Friedrich Richter (Versucher) und Walter Hertner (Priester)
- 1949: Mord im Dom – Produktion: Radio Bremen; Regie: Gert Westphal
  - Sprecher u. a.: Wolfgang Engels (Thomas Becket), Elisabeth Kuhlmann, Trudik Daniel, Dora-Maria Herwelly und Walter Jokisch
- 1950: Mord im Dom (Predigt) – Produktion: Radio Bremen; Bearbeitung, Regie und einziger Sprecher: Gert Westphal
- 1953: Mord im Dom – Produktion: Südwestfunk; Bearbeitung, Regie und Sprecher: Gert Westphal
  - Sprecher u. a.: Paul Hoffmann (Thomas Becket), Claire Ruegg (Frau), Inge Birkmann (Frau), Theodor Loos (Priester) und Jürgen Goslar (Priester)